# Агрікол Пердігьє
Пердігьє Агріколь́ (фр. Agricol Perdiguier; 3 грудня 1805 р., Морьер-лез-Авіньйон — 26 березня 1875 р., Париж) —  французький письменник і політичний діяч, депутат, який стояв за об'єднання робітничого класу і названий істориками першим французьким синдикалістом.

## Біографія

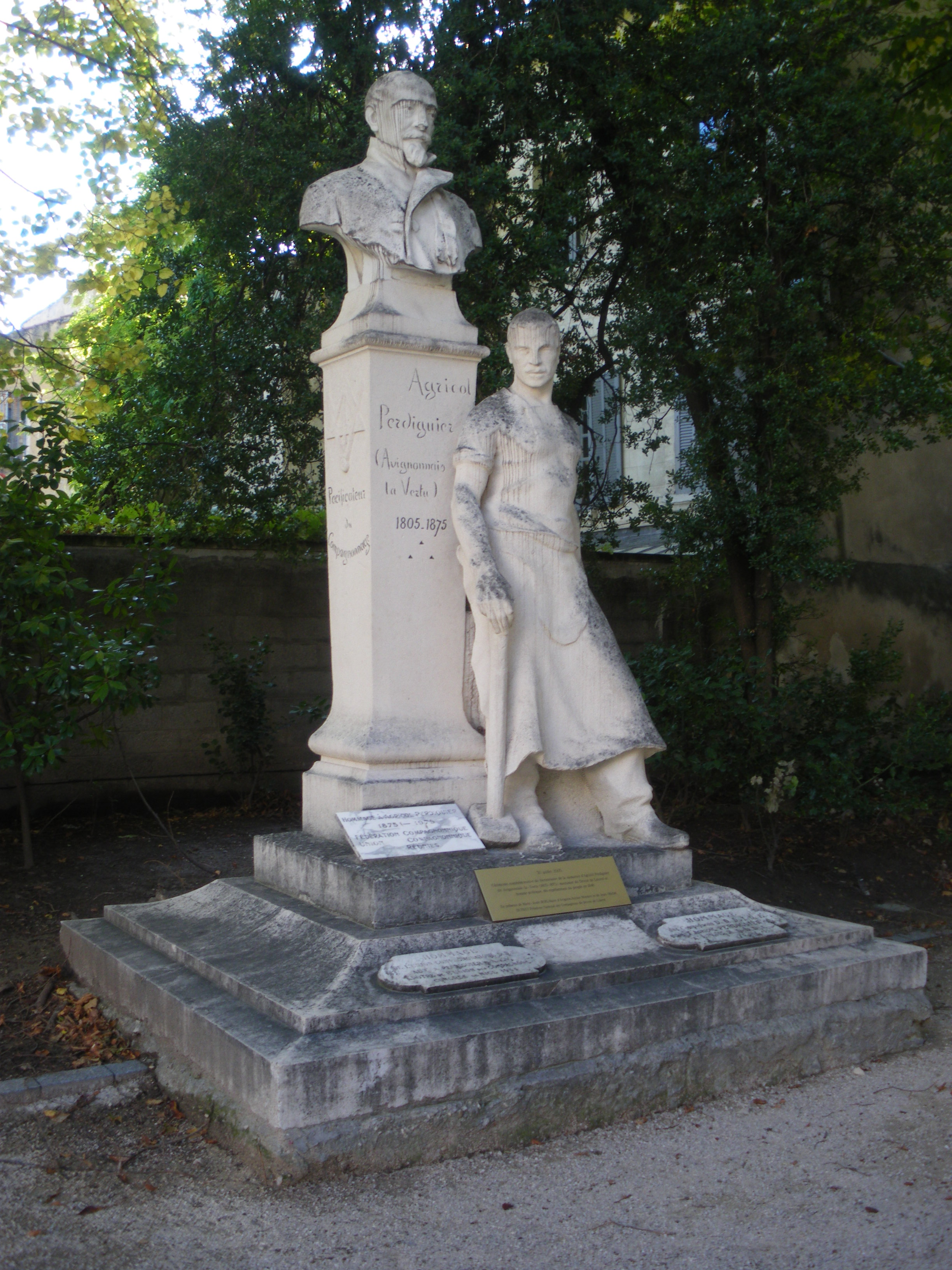
Пам'ятник Пердігьє в сквері Агриколя, Авіньйон

Син офіцера, навчався столярному ремеслу і був прийнятий під ім'ям  Avignonnais la Vertu  в авіньйонську корпорацію підмайстрів ( Compagnons du Devoir libro ), що мала характер  містико-благодійного братства . Розуміючи вигоди, що подаються для робочих корпоративним початком, задався метою об'єднати ремісничі братства, що ворогували між собою . Цією ідеєю пройняті його твори, написані в 1839 у після приїзду його в Париж: «Compagnonnage, rencontre de deux frères» і «Livre du compagnonnage».
Пердігьє Агріколь був посвячений у масонство 17 березня 1846 в паризькій  ложі «Госпітальєри Палестини»  Верховної ради Франції.
Обраний у 1848 р. членом  Національних зборів і прозваний «Фенелоном робітників», прилучився до лівих. Після  державного перевороту емігрував до  Бельгію, потім в  Швейцарію. Повернувшись на батьківщину, написав кілька брошур на захист республіки.
В 1862 р.у з'явилася його п'єса «Les gavots et les Dévorants ou la Réconciliation des compagnons», де проводилась його улюблена думка про необхідність об'єднання робітничого класу.
Похований на Пер-Лашезі (85 ділянка).

## Творчість
Пісні
- Le départ des compagnons
- Adieu au pays
- Les voyageurs (песня Тур-де-Франс)
- Salomon (основатель корпорации подмастерьев Compagnons du Devoir de Liberté)
- Le Compagnon content de peu

Поема
- La rencontre de deux frères

Технічні видання
- Dialogue sur l'architecture
- Raisonnement sur le trait

Видання про корпорації підмайстрів
- Notice sur le Compagnonnage
- Le Livre du Compagnonnage (1838, 2-ое изд. 1841, 3-е изд. 1857)
- Biographie de l'auteur du livre du compagnonnage et réflexions diverses ou complément de l'histoire d'une scission dans le compagnonnage (1846)
- Mémoire d'un Compagnon
- Maître Adam, menuisier à Nevers (1863)
- Question vitale sur le Compagnonnage et la classe ouvrière (1863)
- Le Compagnonnage illustré

Історія
- Histoire démocratique des peuples anciens et modernes в 12 томах (опубліковано тільки 7 томів між 1849 та 1851)

Театральна п'єса
- Les Gavots et les Devoirans ou la Réconciliation des compagnons

Політика
- Despotisme et Liberté
- peuple de France reste debout
- Allemands, daignez réfléchir
- Comment constituer la République 1871 (збірник статей в Le National за часів Паризької комуни)
- Patriotisme et modération
- Conseil d'un ami aux républicains
- La vérité sur le pape et les prêtres
- Que devient, que deviendra la France (1874)